# حرائق غابات صقلية 2021
حرائق غابات صقلية هي حرائق غابات متعددة حدثت في صقلية في إيطاليا.

## الجدول الزمني

### شهر أغسطس
في 12 أغسطس 2021 في مقاطعة باليرمو اندلع هجوم أرسون في مادوني في منطقة بوليزي جينيروزا، حيث تم إجلاء 150 شخصًا. هناك حرائق أيضا في بتراليا سوبرانا وبالقرب من تقاطع مادونوزا، ولكن أيضا في جيراسي سيكولو وغانجي كانت هناط حرائق قوية. أثناء تواجد الجرائق في مقاطعة كاتانيا في لينقواقلوسا، بالقرب من منتزه إتنا، التهمت النيران منطقة غابات شاسعة، مما أدى إلى تدمير مزارع الكروم وبيوت المزارع.

## ما بعد الحرائق

### الأسباب والاعتقالات
في 11 أغسطس 2021 أجريت التحقيقات من قبل كارابينييري وبوليزيا دي ستاتو للتأكد من المسؤولين عن الحرائق المتعمدة.

### المساعدات المالية
لن يتم صرف أي أموال غير قابلة للسداد، ولكن الدعم الاقتصادي لمشاريع حماية الغابات وتعزيز الإقليم تمت.